# Eric Harris y Dylan Klebold
Eric David Harris (9 de abril de 1981-20 de abril de 1999) y Dylan Bennet Klebold (11 de septiembre de 1981-20 de abril de 1999) fueron los dos estudiantes de secundaria estadounidenses que cometieron un tiroteo escolar el 20 de abril de 1999 en la llamada masacre de la Escuela Secundaria de Columbine en la localidad de Columbine (Colorado, Estados Unidos), con el resultado de 16 muertos (una víctima incluida en 2025 e incluyéndolos a ellos) y 24 heridos. Después del ataque, tanto Harris (de 18 años) como Klebold (de 17), se suicidaron.
El consiguiente frenesí mediático y el pánico moral llevaron a que "Columbine" se convirtiera en sinónimo de tiroteos escolares y en uno de los tiroteos masivos más infames jamás perpetrados en los Estados Unidos.
Harris y Klebold nacieron en 1981. Harris nació en Wichita, Kansas, pero se mudó con frecuencia cuando era niño debido a la ocupación de su padre en la Fuerza Aérea de los Estados Unidos, mientras que Klebold nació y creció cerca de Columbine. La familia de Harris finalmente se estableció en Colorado en 1992. Poco después, Harris y Klebold se conocieron mientras estaban en séptimo grado. Con el tiempo, se volvieron cada vez más cercanos. 
Cuando estaban en el tercer año de secundaria, eran descritos como inseparables. Hay diferentes informes; algunos dicen que Harris y Klebold fueron estudiantes muy impopulares cuando eran estudiantes de último año, así como objetivos frecuentes de acoso, mientras que otros dicen que no estaban cerca del final de la jerarquía social de la escuela y que cada uno tenía muchos amigos, además de una vida social activa. Se sabía que Columbine tenía una intensa "cultura deportista", en la que los estudiantes populares, principalmente atletas, se beneficiaban de un trato especial por parte de profesores y otros estudiantes.
Según las anotaciones de su diario, Harris y Klebold parecían haber comenzado a planificar el tiroteo en mayo de 1998, casi un año antes del ataque. A lo largo de los siguientes once meses, Harris y Klebold construyeron meticulosamente explosivos y reunieron un arsenal de armas. Tanto Harris como Klebold dejaron varios escritos en diarios y videos caseros, que hicieron solos y juntos, presagiando la masacre y explicando sus motivos. Harris y Klebold esperaban que este contenido fuera visto ampliamente por el público e inspirara a sus seguidores, aunque las autoridades nunca han publicado gran parte de la evidencia.
Harris y Klebold solían usar gabardinas en la escuela y, en general, como parte de su vestimenta diaria, por lo que después de la masacre, se creía ampliamente que Harris y Klebold eran parte de una camarilla en la escuela llamada "Trenchcoat Mafia", un grupo de inadaptados en la escuela que supuestamente se rebelaron contra los estudiantes populares. Esto resultó ser falso, ya que ni Harris ni Klebold tenían ninguna afiliación con el grupo a pesar de tener amistades con algunos miembros.
El FBI concluyó que Harris era un psicópata, que exhibía rasgos narcisistas, agresión desenfrenada y falta de empatía, mientras que se concluyó que Klebold era un depresivo enfadado con una actitud vengativa hacia las personas que creía que lo habían maltratado. Aun así, este análisis ha sido criticado posteriormente al estar basado solamente en los diarios de Harris y Klebold, sin ningún análisis formal con los dos sujetos.

## Primeros años

### Eric Harris
Eric David Harris nació y se crio en Wichita Kansas; hijo de Wayne Harris (piloto de la Fuerza Aérea de los Estados Unidos) y de Katherine Ann Pool, quien era ama de casa. Tenía un hermano mayor llamado Kevin, quien, al tiempo de los hechos, estudiaba en la Universidad de Colorado en Boulder. En 1983, la familia se mudó a Dayton, Ohio, cuando Harris tenía dos años. Seis años después, la familia se mudó a Oscoda, Míchigan. La familia Harris luego se mudó a Plattsburgh, Nueva York, en 1991. Durante su estancia en la escuela secundaria Stafford, Harris jugó béisbol de ligas menores, asistía regularmente a fiestas de cumpleaños y era "parte de la multitud". Kyle Ross, un excompañero de clase de Harris, dijo: "Era simplemente un niño típico". La familia se mudó a la zona de Littleton (cerca de Columbine) en julio de 1993 cuando su padre se retiró del servicio militar, época durante la cual Eric conoció a Dylan Klebold.
La familia Harris vivió en viviendas alquiladas durante los tres primeros años que residieron en la zona. En 1996, la familia Harris compró una casa al sur de Columbine. En una tarea de su clase de inglés de 1997, Harris escribió sobre lo difícil que fue mudarse de Nueva York a Colorado. "Fue la mudanza más difícil desde Plattsburgh. Tengo muchos recuerdos de allí", continuó Harris. "Cuando los dejé (a sus amigos) me sentí solo, perdido y hasta agitado por haber pasado tanto tiempo con ellos y ahora tengo que irme por algo que no puedo detener".
Harris tenía una deformidad en el pecho conocida como pectus excavatum, en la que el esternón se hunde en el pecho. Esto hizo que Harris se mostrara reacio a quitarse la camisa en la clase de gimnasia mientras otros estudiantes lo ridiculizaban. Harris se sometió a dos cirugías estéticas a los 12 y 13 años para reparar la deformidad. El pecho hundido todavía era levemente observable durante la autopsia.
Eric era un chico impulsivo, delgado, de pelo corto y casi siempre cubierto con una gorra; de hecho el día de la masacre Eric no se puso gorra y este hecho extrañó a su compañero Brooks Brown (tal y como relata su libro). Eric guardaba un gran odio, el cual expresaba escribiendo en su diario o en su sitio web. Se sospechó que fue el fármaco Luvox el causante de su comportamiento, encontrado en la autopsia del joven aunque, de hecho, Eric tenía este comportamiento hostil desde mucho antes de que le fuera recetado dicho medicamento.

### Dylan Klebold
Dylan Bennet Klebold nació en Lakewood, Colorado, hijo de Thomas Klebold y Susan "Sue" Yassenoff y hermano menor de Byron quien, al tiempo de los hechos, no vivía en la casa familiar. Su padre era antibelicista (pacifista) y su madre siempre ha afirmado que en su hogar estaban en contra de las armas. La familia asistía a la iglesia luterana y ambos hermanos recibieron la confirmación.
Como su hermano, Dylan fue nombrado en honor a un renombrado poeta – en el caso de Dylan, como el dramaturgo Dylan Thomas.
En la casa familiar, los Klebold se preocupaban de mantener las tradiciones y los rituales judíos heredados del abuelo materno de Dylan. Klebold asistió a la escuela Normandy Elementary en Littleton, Colorado, durante dos años antes de ser transferido a la Governor's Ranch Elementary, donde se volvió parte de CHIPS ("Challenging High Intellectual Potential Students"), un programa para alumnos con inteligencia superior a la promedio. Su traspaso a la Ken Caryl Middle School fue, según describió el propio Dylan, difícil y no se adaptó bien.
Dylan era un chico introvertido, con un pequeño círculo de buenos amigos (Nate Dykeman, Brooks Brown, Zach y Robyn). Tanto Eric como Dylan tenían amigos (hecho que a veces es confundido), pero dentro de la escuela muchos eran los que se metían con ellos, especialmente los atletas o "jocks". En el diario de Dylan, en vez de odio como en el de Eric, se pueden leer poemas de amor y debates existencialistas sobre la dualidad vida/muerte.

## Razones
Se han aventurado bastantes hipótesis desde las primeras informaciones que llegaron a los medios el día de la masacre. Al principio se culpó a la cultura violenta estadounidense (a videojuegos como Doom o música como la de Rammstein). También se culpó a los padres por no tener idea de los planes de sus hijos, pero tal y como reafirmaron las investigaciones, los padres no sabían nada de ello. Otra idea refutada es que ambos fuesen neonazis o pertenecientes a alguna tribu urbana violenta (y aunque Eric solía utilizar símbolos del nazismo en su diario, no se le da importancia ya que el propio Dylan tenía ascendencia judía). Principalmente, la razón más aceptada es quizás la que engloba la idea de que se creó una amistad "tóxica" entre un individuo que odiaba la sociedad en la que vivía (Eric) con otra persona cuyo único deseo era suicidarse debido a su depresión (Dylan). Ambos deseaban venganza y sentían odio por la humanidad. Además, el fácil acceso a armas de fuego de alto poder les facilitó cometer la masacre.
El Acoso Escolar recibido en la escuela quizás fomentó que la masacre tuviese lugar en el instituto, pero no es la razón principal por la que los dos chicos participasen en la masacre, tal y como se ha especulado. Además, durante la masacre, asesinaron a gente inocente en vez de asesinar a gente que les había acosado (tuvieron la posibilidad de matar a Evan Todd, uno de los que se habría burlado de ellos en el instituto y lo dejaron con vida). Su razón: querían comportarse como dioses después de estar tantos años viviendo sin destacar, eligiendo al azar quién seguía viviendo para contar la terrible historia y quién no.
En un vídeo grabado, Eric le pregunta a Dylan qué pensaría la gente cuando llevaran a cabo la masacre, y este le responde que se preguntarán por qué lo hicieron. El FBI ocultó y guardó lo que sigue del vídeo bajo pacto de silencio para evitar una sublevación estudiantil, según testigos, y se suponía que permanecería guardado celosamente hasta 2000. Sin embargo, la policía del condado de Jefferson finalmente destruyó todas las cintas inéditas (conocidas como The Basement Tapes) entre 2011 y 2015, aunque existen transcritos de las mismas.

## Preparatoria
Los dos muchachos se conocieron alrededor de 1993, y en 1995, ambos se cambiaron al Instituto Columbine para cursar el ciclo escolar de la secundaria. Eric Harris era jugador habitual del videojuego Doom y creó una serie de niveles que luego se conocerían como "Harris' Levels" ("Los niveles de Harris"); estos niveles se pueden encontrar en diversas páginas web, ya que se han conservado hasta hoy en día. Harris solía utilizar en la web los alias "REB", "Rebldomakr", "Rebdoomer" y "Rebdomine"; mientras que Klebold se hacía llamar "VoDkA", debido al sobrenombre que le pusieron sus compañeros por su gran afición al alcohol.
Harris era dueño de una página web, You know what I hate? (en español "¿Sabes lo que odio?"), en donde realizaba una especie de listado de las cosas que le desagradaban, y en donde se ve claramente que sentía un odio visceral. Su lista de odios, escrita en un lenguaje extremadamente agresivo, incluía, entre otros, la mentira, las personas descuidadas, la música country, la libertad de prensa y personalidades como O.J. Simpson y JonBenét Ramsey.
Las primeras investigaciones posteriores a la masacre indicaron que Harris y Klebold eran víctimas de acoso escolar en Columbine. Los demás estudiantes los rechazaban, ya que no eran chicos "normales"; vestían de modo diferente a la mayoría de los alumnos; eran torpes practicando deportes y no tenían muchos amigos; de hecho, los llamaban "The Outcasts" ("Los excluidos"). En uno de sus vídeos, mientras caminan por los pasillos de la escuela (un amigo de ambos sostiene la cámara), se acerca un grupo de chicos populares. Después se puede ver como uno de ellos al pasar al lado del chico que filma, lo golpea. Según algunas fuentes, los dos pasaban por esto todos los días, y amigos de ambos fueron testigos de numerosas ocasiones en las que Eric y Dylan eran víctimas de insultos y empujones. Este acoso y rechazo les generaba rencor y odio; el diario de Eric Harris es una clara muestra de esto. En una de las páginas de su diario se puede leer: "Odio, estoy lleno de odio y me encanta", como también se pueden ver símbolos nazis y dibujos de personajes con armas al estilo de Doom. El diario de Dylan Klebold, en cambio, es menos agresivo; menciona todo el tiempo que la vida ha sido injusta con él, que no tiene felicidad ni amor y su deseo de morir.
Musicalmente, Harris admiraba a Rammstein, KMFDM y la banda de electrónica The Prodigy. En sus páginas webs, Harris publicó las letras de las canciones Son of a Gun, Power, Waste y Stray Bullet, del grupo KMFDM.
A Klebold también le gustaban Rammstein, KMFDM (hay varios vídeos donde utilizaba camisetas de la banda) y Nine Inch Nails; se llegó a comentar que escuchaba a Marilyn Manson, pero solo fue un rumor, ya que Klebold admitía que Manson era "demasiado pop"; posiblemente fue la razón por la cual la prensa acusó a este último de hacer música que incitaba a los jóvenes a cometer delitos. 
Ambos jóvenes tuvieron problemas con la ley en 1998 por intentar robar herramientas de una camioneta estacionada. A Eric también lo forzaron a asistir a clases de "control de ira" (anger management), donde dejó una buena impresión.
La idea de su masacre era bombardear la escuela. Para ello dejaron minutos antes de su explosión dos bombas artesanales hechas con balones de propano que Eric había comprado el día anterior, situadas en la cafetería de la escuela. Su plan era disparar a todo aquel que saliese con vida de las explosiones de la cafetería. Pero las bombas nunca llegaron a detonar y los chicos decidieron entrar a la escuela y comenzar un tiroteo indiscriminado que acabaría con 13 muertes, la mayor parte de ellas en la biblioteca del instituto. Las bombas tenían que detonarse a las 11:17 a. m., momento en el cual había alrededor de 400 alumnos en la cafetería. La mañana de la masacre, Brooks Brown, un conocido de los jóvenes, vio a Harris acercarse a la escuela mientras fumaba un cigarrillo fuera del instituto. Inmediatamente se acercó a Eric para preguntarle la razón de su falta a clase, ante lo cual Eric respondió: "Brooks, ahora me caes bien. Lárgate de aquí. Vete a casa". Durante el tiroteo en la biblioteca también le perdonaron la vida a John Savage, conocido de los chicos. Finalmente los dos individuos terminaron suicidándose dentro del recinto, en la biblioteca, al dispararse en la cabeza ambos.

## En la cultura popular
La siguiente lista de canciones hablan o están relacionadas con este hecho:
- "A New Hope" – Five Iron Frenzy
- "Halt" - Rammstein
- "Cassie" – Flyleaf
- "Columind" – Filter
- "Who Shot the Jock?" – GrimDaze Stoners
- "Disposable Teens" – Marilyn Manson
- "Friend of Mine" – Jonathan and Stephen Cohen
- "One by One" – The Calling
- "The Anatomy of a School Shooting" – Ill Bill
- "The Nobodies" – Marilyn Manson
- "This is Your Time" – Michael W. Smith
- "Hitmen for Hire" – Evil Ange
- "Nobody Thinks About Me" – Michael Grave
- "Fuego y Miedo" – Ska-P
- "Homicidal Tendences" – Lifelover
- "Crimewave" – Crystal Castles feat. HEALTH
- "Pumped Up Kicks" – Foster the People
- "Youth of the Nation" – P.O.D.
- "TheCafeteria" – Bones
- "TeenWitch" – álbum de Dry Bones
- "The Kinslayer" – Nightwish
- "Angel Beats", de Clutchill & Louis9k & Goa
- "Thoughtless", de Korn
- "Rampage" – Nicole Dollanganger
- "Lividity" – Nicole Dollanganger
- "Reb & Vodka" – Bones feat. Xavier Wulf
- "Columbine" – SKYND